# LEADER
Metoda LEADER (Liaison Entre Actions Développement de l´Économie Rurale neboli Propojení aktivit rozvíjejících venkovskou ekonomiku) je rozvojová metoda, působící za účelem zapojení místních aktérů do procesu plánování a rozhodování na základě strategie a v důsledku toho přidělování zdrojů pro rozvoj konkrétní oblasti. Metodu LEADER aplikují tzv. Místní akční skupiny, zkráceně „MAS“.

## Princip
Tato metoda je založena na principu zdola-nahoru. Veškeré náměty a projekty by měly vycházet z myšlenek a podnětů místních venkovských subjektů a občanů, tedy zdola, nikoliv direktivně řízeny krajskou, státní nebo evropskou politickou mocí shora. Čím více subjektů je v regionu zapojeno, tím lépe pro šíři nápadů a také pro transparentnost působení Místních akčních skupin.
LEADER je iniciativou Evropské unie, která od roku 1991 pomáhá v rozvoji venkovských oblastí v členských státech Unie. Iniciativa LEADER je specifická zejména v tom, že klade především důraz na zapojení a spolupráci místních aktérů při rozvoji venkova. Filosofie LEADER předpokládá, že jedině místní společenství dobře znají silné a slabé stránky oblasti, ve které působí. Jsou tak schopny samy dobře řešit své vlastní problémy. Iniciativa podporuje spolupráci veřejného, soukromého a neziskového sektoru na místní úrovni, tedy na úrovni obcí, podnikatelů, neziskového sektoru a spolků. Zástupci těchto organizací mohou společně založit tzv. místní akční skupinu – MAS. Místní akční skupina může být založena na území, které má 10 000 – 100 000 obyvatel a členy mohou být města a obce do 25 000 obyvatel. Každá obec může být členem pouze jedné místní akční skupiny. Zároveň počet členů ze státní správy a samosprávy musí být méně než 50 %, jinými slovy podnikatelský a neziskový sektor musí mít více než 50 % členů v jednotlivých místních akčních skupinách. V současné době je metoda LEADER prohlubována směrem ke komunitním projednáváním, což předpokládá zapojení co největšího počtu obyvatel daného regionu do rozhodování o jeho dalším rozvoji.
Program LEADER je Evropskou unií iniciován již od roku 1991. V České republice se jeho metody začaly poprvé uplatňovat v roce 2004. V této době byla založena i Místní akční skupina Pošumaví a jejím cílem je realizace programů na podporu rozvoje venkova LEADER ČR a následně LEADER+. Prostřednictvím těchto programů bylo možné získat dotace pro rozvoj daného venkovského regionu. Řídícím orgánem je Ministerstvo zemědělství, které na jeho administrativě spolupracuje se Státním zemědělským a intervenčním fondem.